# Giulio Melegari
Giulio Melegari (Torino, 11 dicembre 1854 – Firenze, 6 aprile 1935) è stato un diplomatico italiano.

## Biografia
Figlio del senatore Luigi Melegari e di Marie Caroline Mandrot, e fratello della scrittrice Dora Melegari, fu diplomatico in carriera, ricoprendo incarichi a Berlino (dal 1898 al 1901), con un breve periodo a San Pietroburgo dal 1896 al 1897, in Giappone dal 1901 al 1904 e nuovamente a San Pietroburgo dal 1904 al 1913.
Fu promotore dell'accordo di Racconigi, il patto segreto del 1909 tra l'Impero russo e il Regno d'Italia, incentrato sul mantenimento dello status quo nei Balcani.
In congedo nel 1902, ricevette dallo zar Nicola II Romanov l'onorificenza dell'Ordine Imperiale di Sant'Aleksandr Nevskij, e morì a Firenze il 6 aprile 1935.
Fu autore delle memorie La Russia nella grande guerra (1915) e I rapporti tra la Russia e la Germania (1917).